# カザフスタンの在外公館の一覧

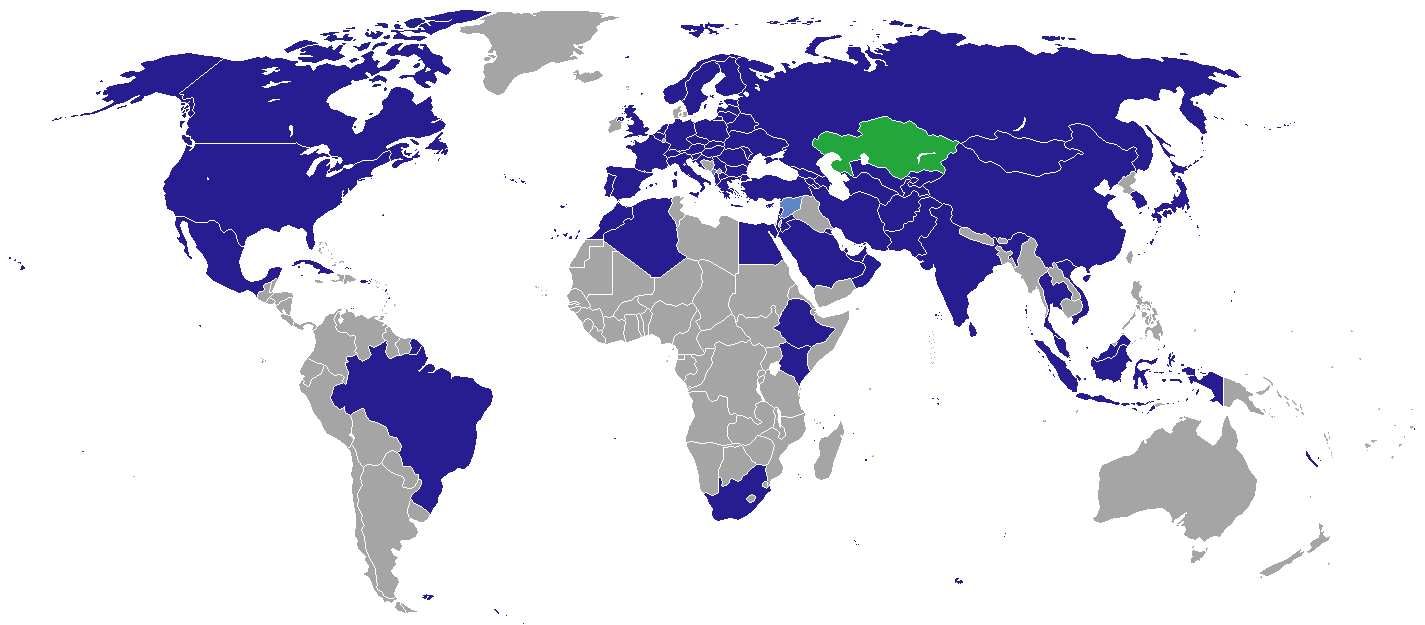
カザフスタンが在外公館を置く国

カザフスタンの在外公館の一覧は、カザフスタンが置く在外公館の一覧(名誉総領事を除く)。カザフスタンは中央アジアの内陸国であり、ユーラシア、特に旧ソビエト連邦 (独立国家共同体、CIS) の国々に多く大使館を置いている。カザフスタンは1991年12月16日にソビエト連邦から独立を果たして以降、140の国々と外交関係を結び、64の政治的・経済的な国際機関に加盟している。カザフスタンは周辺地域の国々、特にロシア、中国、中央アジアの国々と良好な外交関係を築いており、ロシアと中国には大使館と領事館を合わせて4つの在外公館を置くなど重視している。その他にもアメリカ合衆国や日本、その他ヨーロッパやアジアの国々とも外交関係を結んでいる。これらの国々には大使館を置いていることが多く、全体で34の国に大使館を、7つの総領事館を置いている。また、中央アジアの国々の中では唯一アメリカ大陸においてアメリカ合衆国以外の国に大使館をおいており、2012年10月には初めてラテンアメリカのブラジルに大使館を開設した。国際連合などの多国間組織に関しても代表団を組織、派遣しており、欧州安全保障協力機構 (OECD)、経済協力機構 (ECO)、イスラム協力機構 (OIC)、上海協力機構 (SCO) などの国際組織に加盟、アジア相互協力信頼醸成措置会議 (アルマトイ会議) などにも代表団を派遣している。アジア相互協力信頼醸成措置会議は1992年10月5日にカザフスタン大統領ヌルスルタン・ナザルバエフが国際連合の第47回総会で提案したことにより組織された国際会議であり、カザフスタンが主催する形でアルマトイで2001年6月に第一回会議が開催された。2010年以降はトルコで開催されており、カザフスタンはアジア相互協力信頼醸成措置会議に対し代表団を派遣している。

## ヨーロッパ

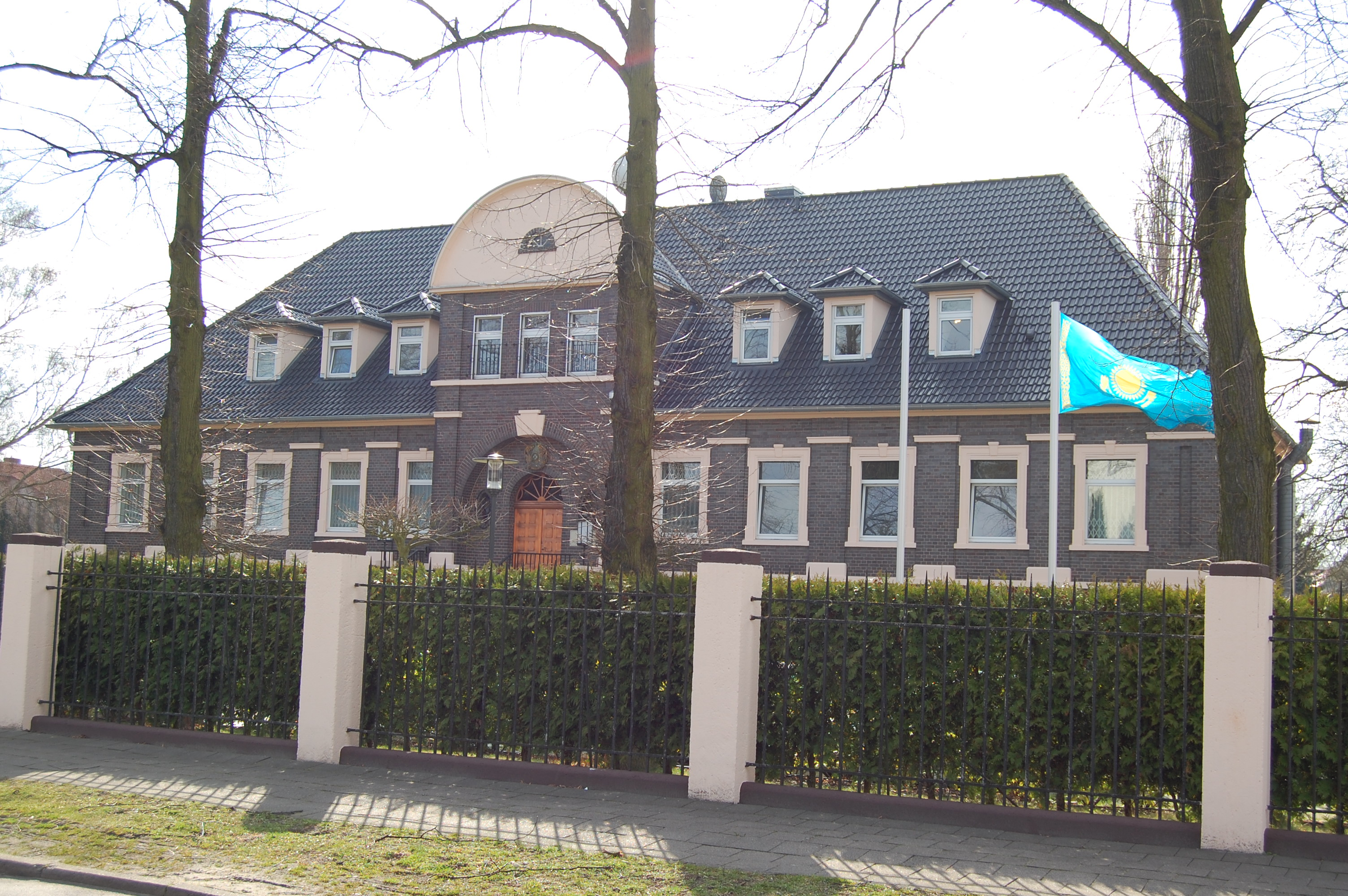
在ドイツカザフスタン大使館

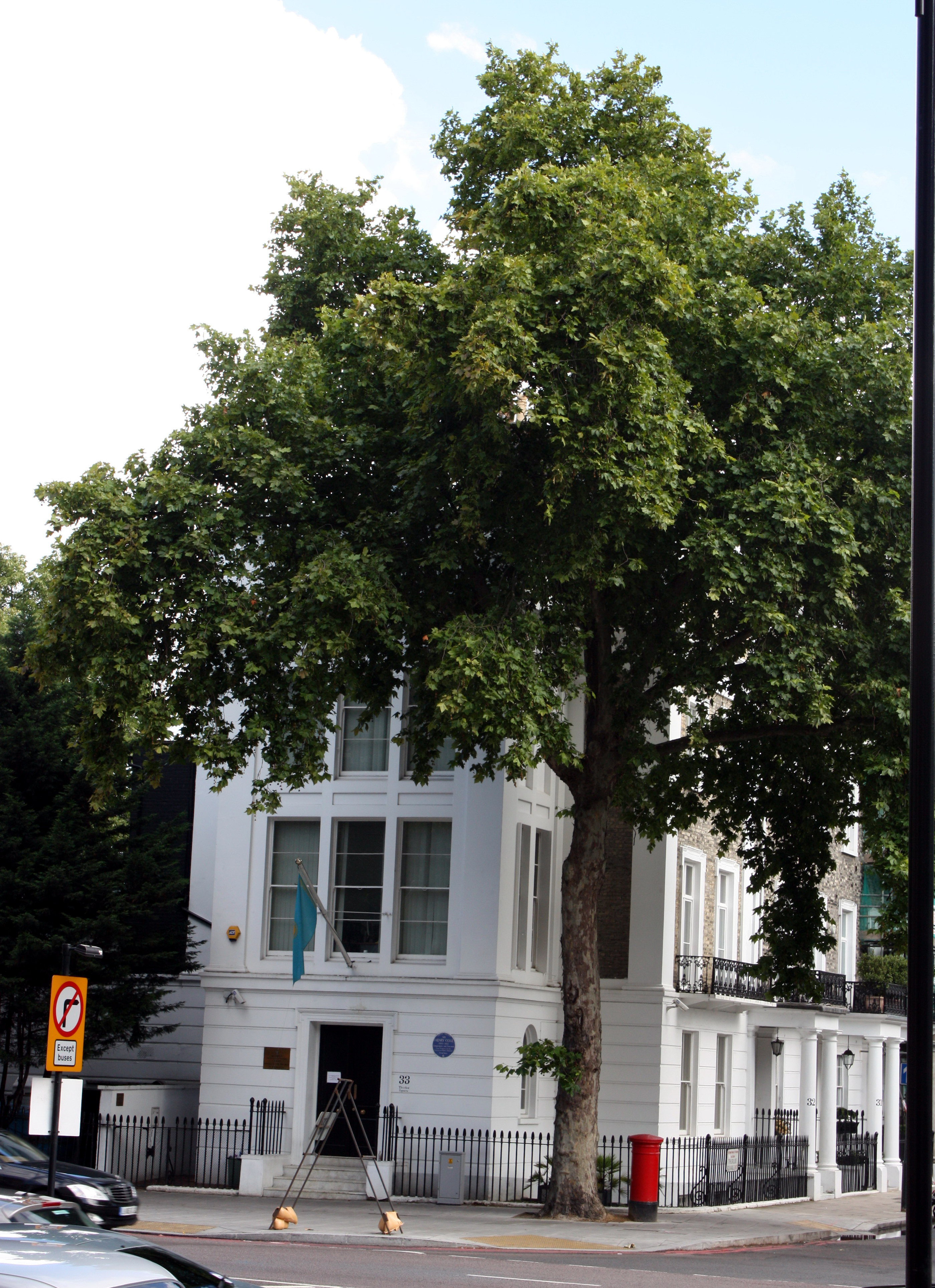
在イギリスカザフスタン大使館

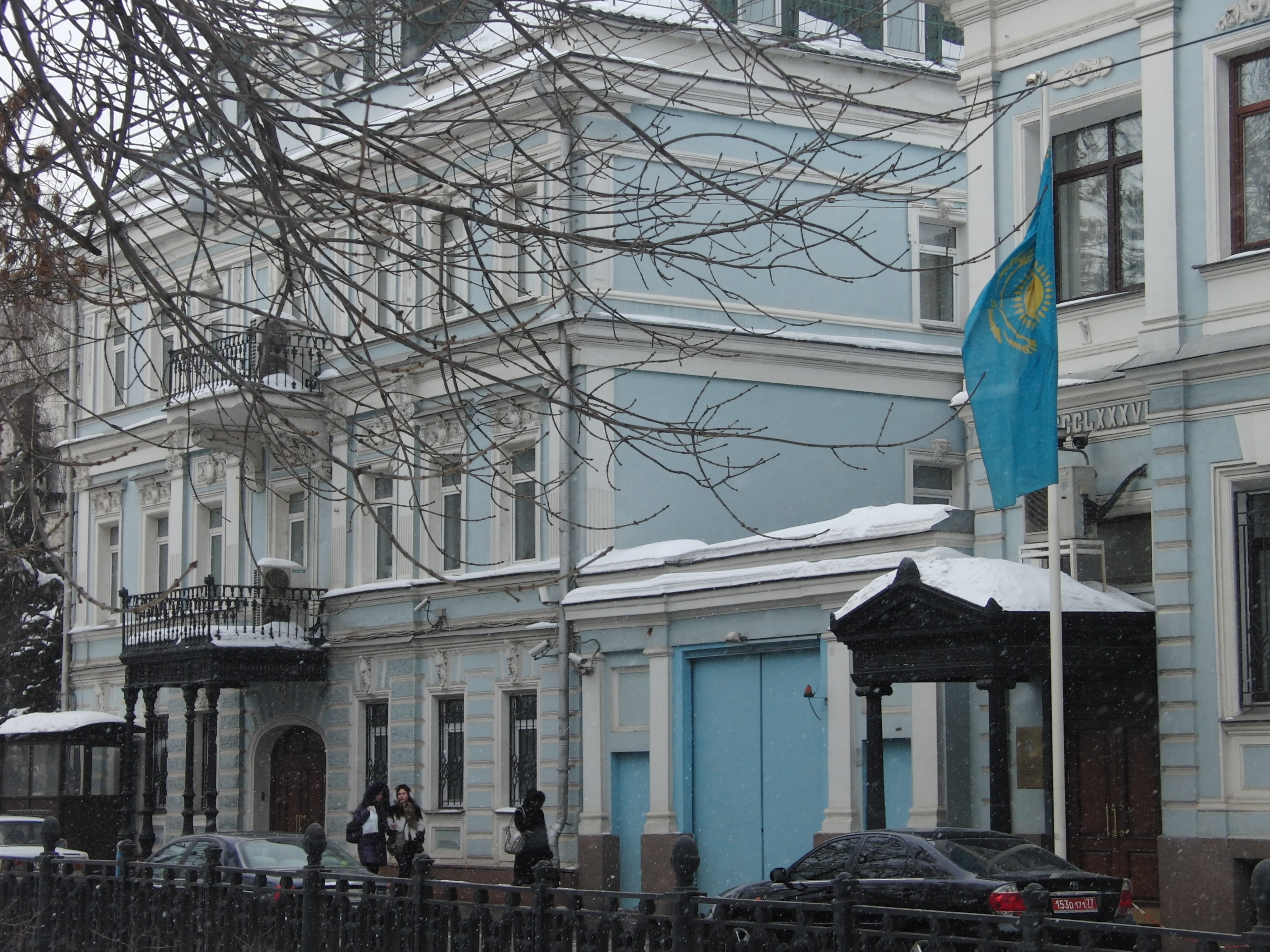
在ロシアカザフスタン大使館

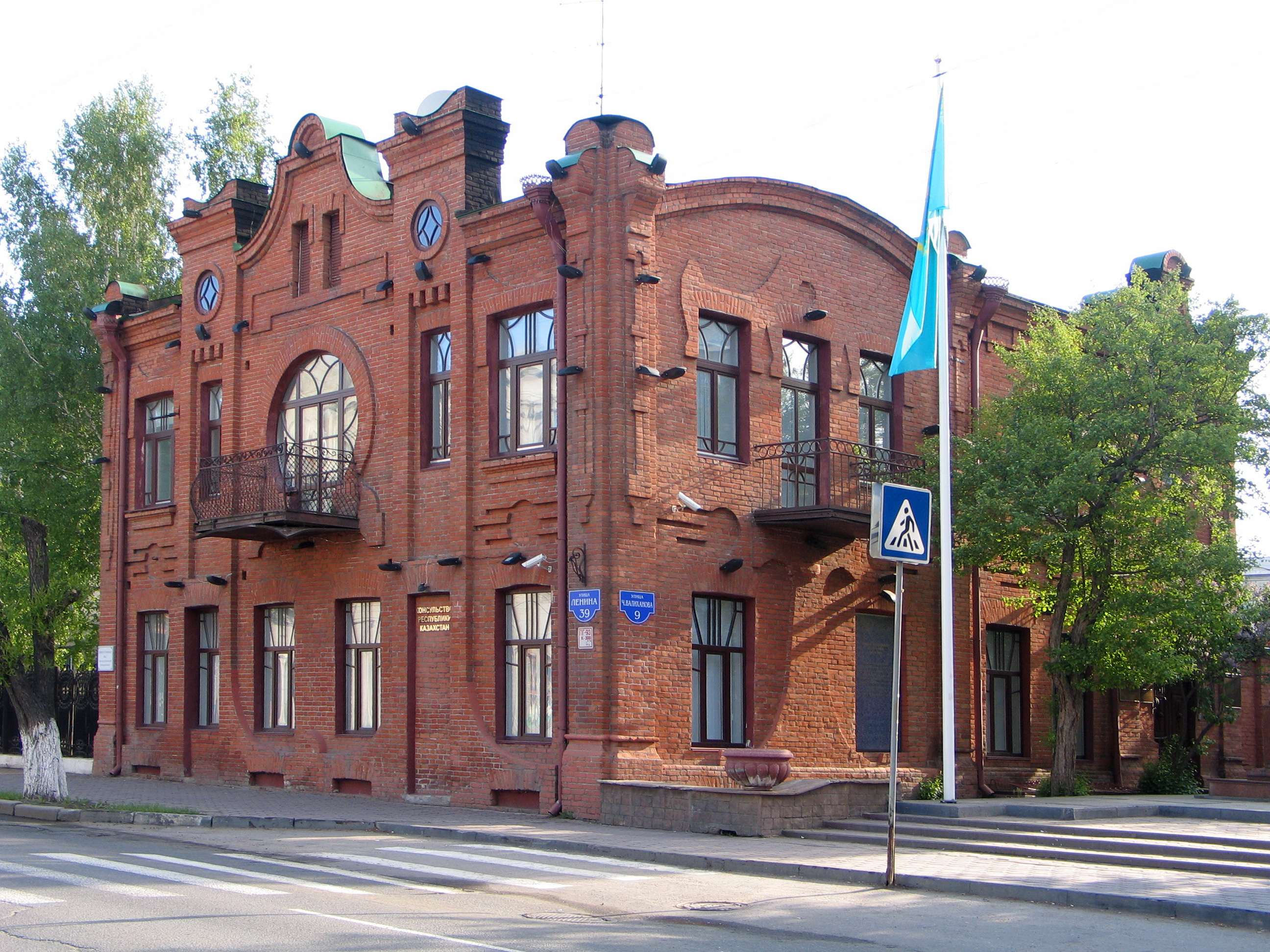
在オムスクカザフスタン領事館

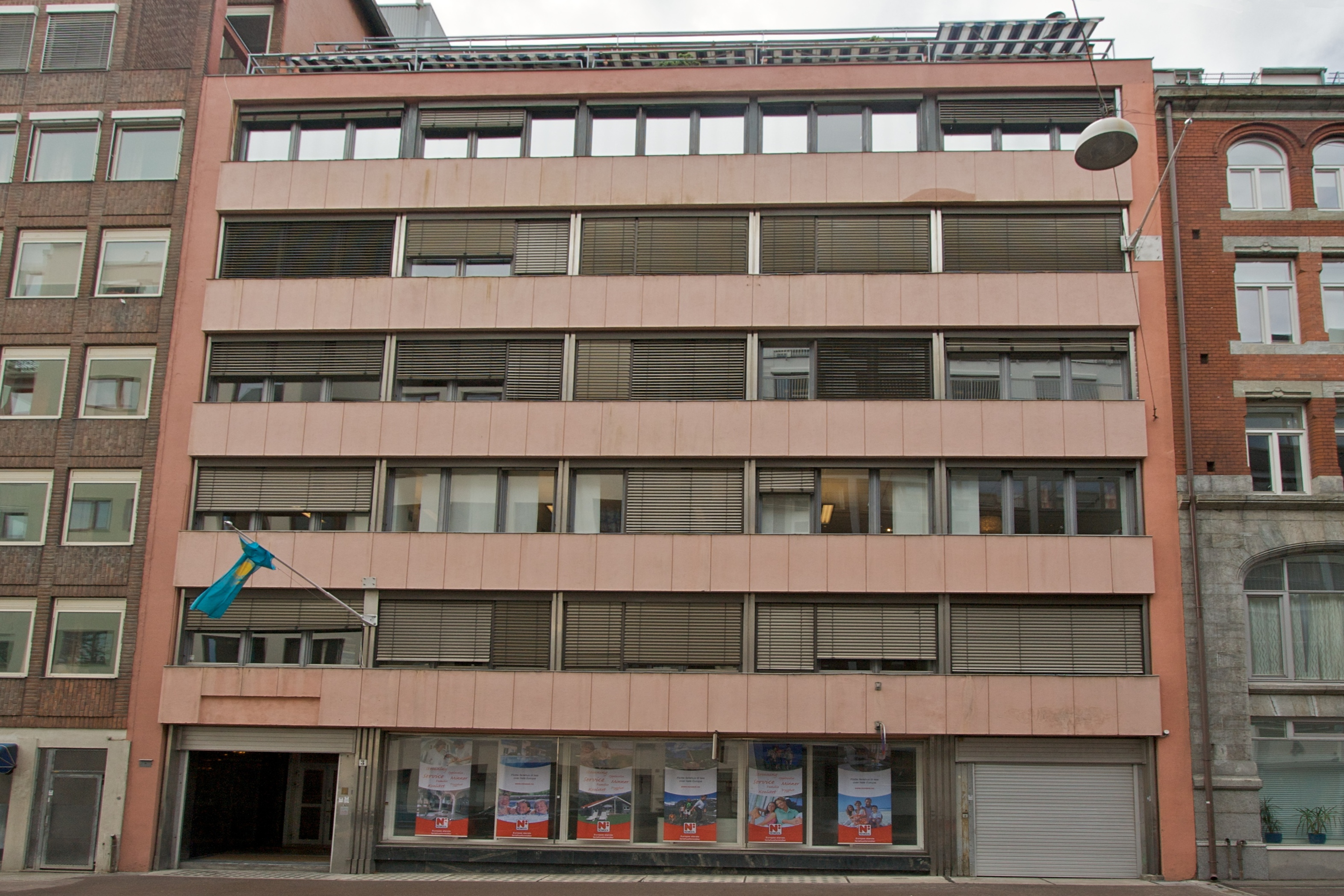
在ノルウェーカザフスタン大使館

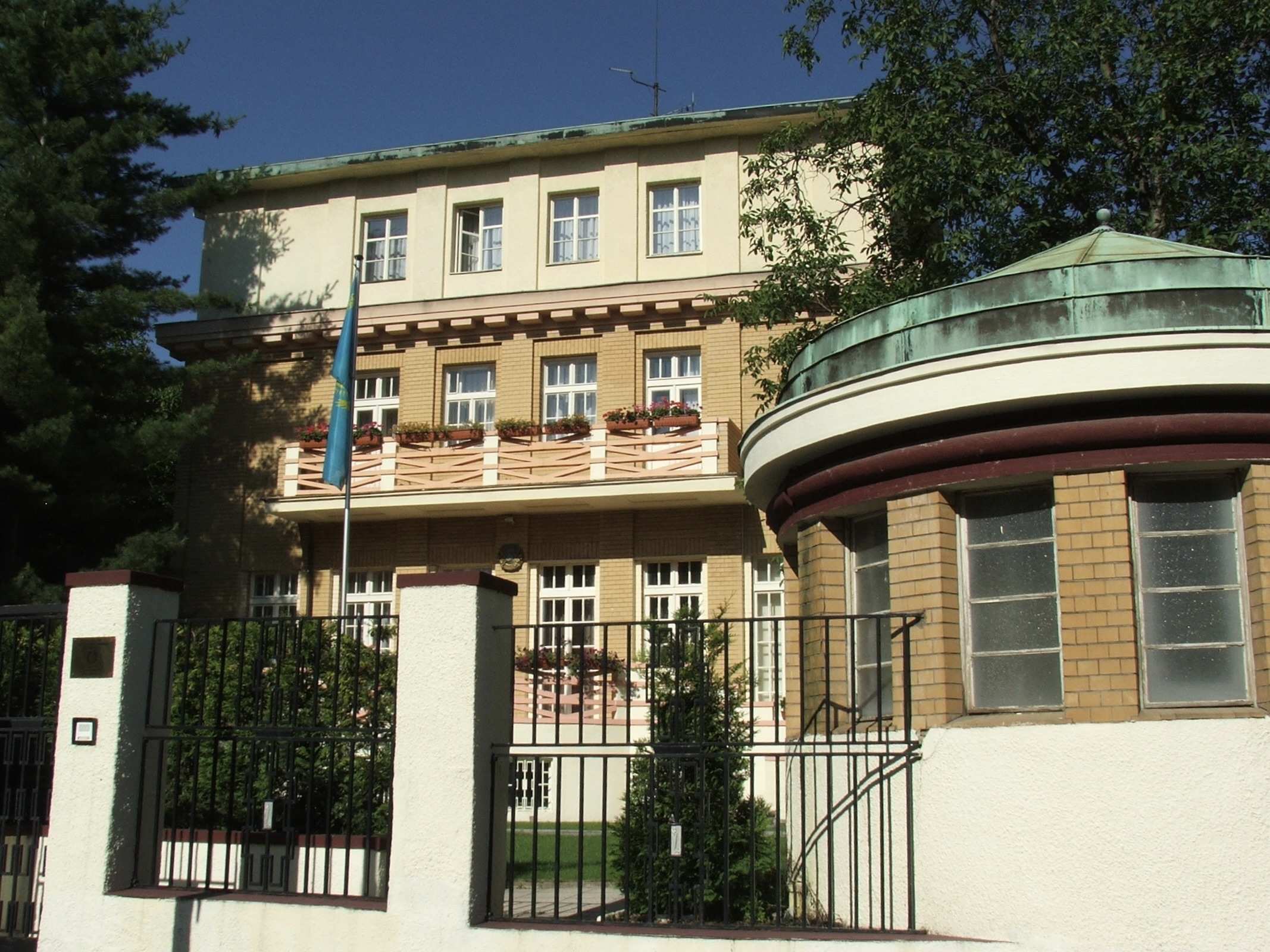
在チェコカザフスタン大使館

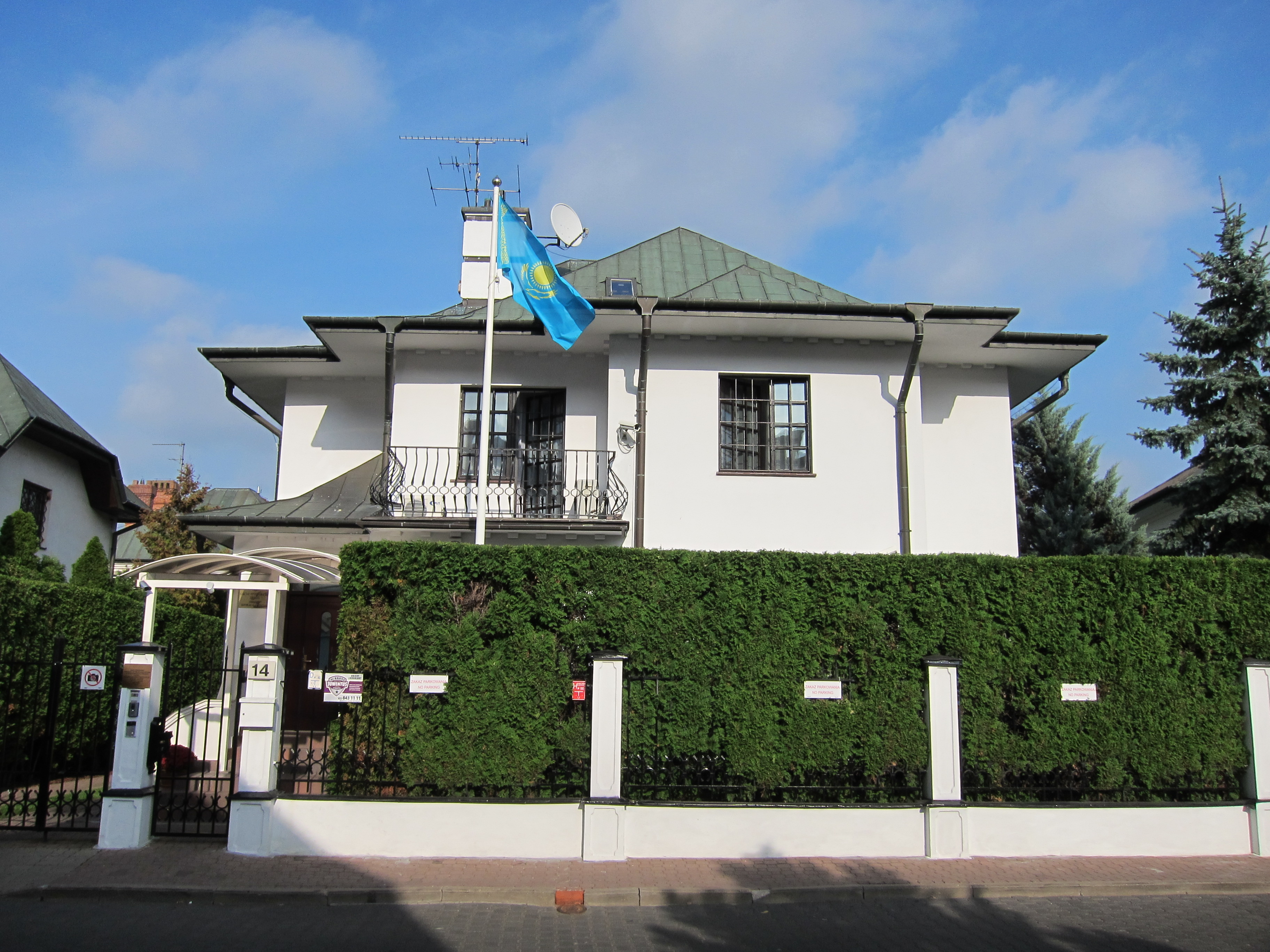
在ポーランドカザフスタン大使館

- アルメニア
  - エレバン (大使館)
- オーストリア
  - ウィーン (大使館)
- ベラルーシ
  - ミンスク (大使館)
- ベルギー
  - ブリュッセル (大使館)
- ブルガリア
  - ソフィア (大使館)
- クロアチア
  - ザグレブ (大使館)
- チェコ
  - プラハ (大使館)
- フィンランド
  - ヘルシンキ (大使館)
- フランス
  - パリ (大使館)
- ジョージア
  - トビリシ (大使館)
- ドイツ
  - ベルリン (大使館)
  - フランクフルト (総領事館)
  - ハノーファー (領事館)
  - ミュンヘン (領事館)
  - ボン (Office)
- ギリシャ
  - アテネ (大使館)
- ハンガリー
  - ブダペスト (大使館)
- イタリア
  - ローマ (大使館)
- ラトビア
  - リガ (領事館)
- リトアニア
  - ヴィリニュス (大使館)
- オランダ
  - ハーグ (大使館)
- ノルウェー
  - オスロ (大使館)
- ポーランド
  - ワルシャワ (大使館)
- ルーマニア
  - ブカレスト (大使館)
- ロシア
  - モスクワ (大使館)
  - サンクトペテルブルク (総領事館)
  - アストラハン (領事館)
  - オムスク (領事館)
- スロバキア
  - ブラチスラヴァ (領事館)
- スペイン
  - マドリード (大使館)
- スイス
  - ベルン (大使館)
- ウクライナ
  - キエフ (大使館)
- イギリス
  - ロンドン (大使館)
  - アバディーン (領事館)

## アメリカ大陸

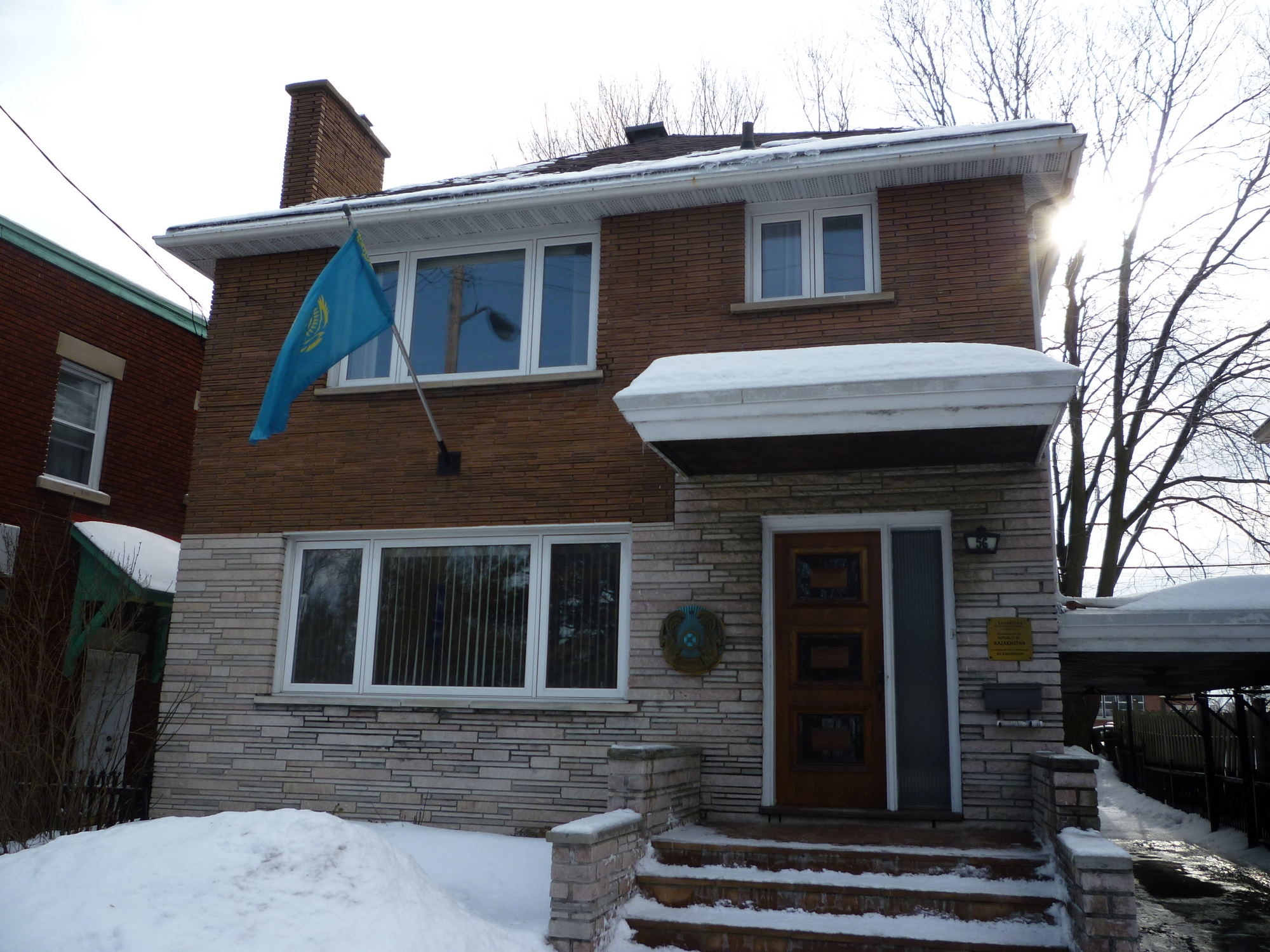
在カナダカザフスタン大使館

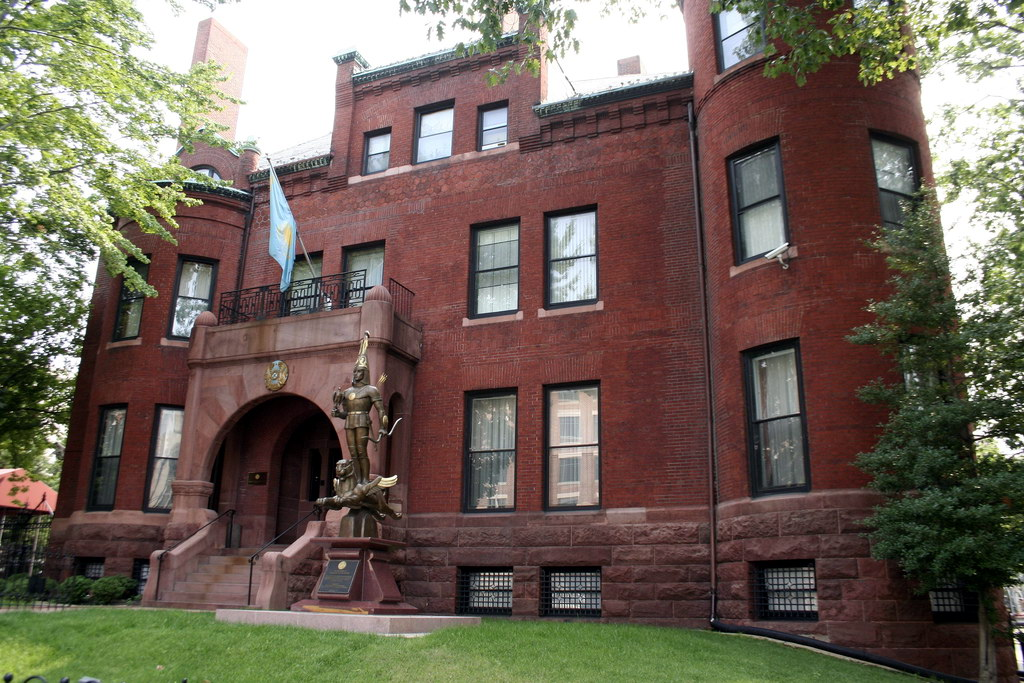
在アメリカ合衆国カザフスタン大使館

- ブラジル
  - ブラジリア (大使館)
- カナダ
  - オタワ (大使館)
- キューバ
  - ハバナ (領事館)
- アメリカ合衆国
  - ワシントンD.C. (大使館)
  - ニューヨーク (総領事館)

## アフリカ
- エジプト
  - カイロ (大使館)
- リビア
  - トリポリ (大使館)

## アジア

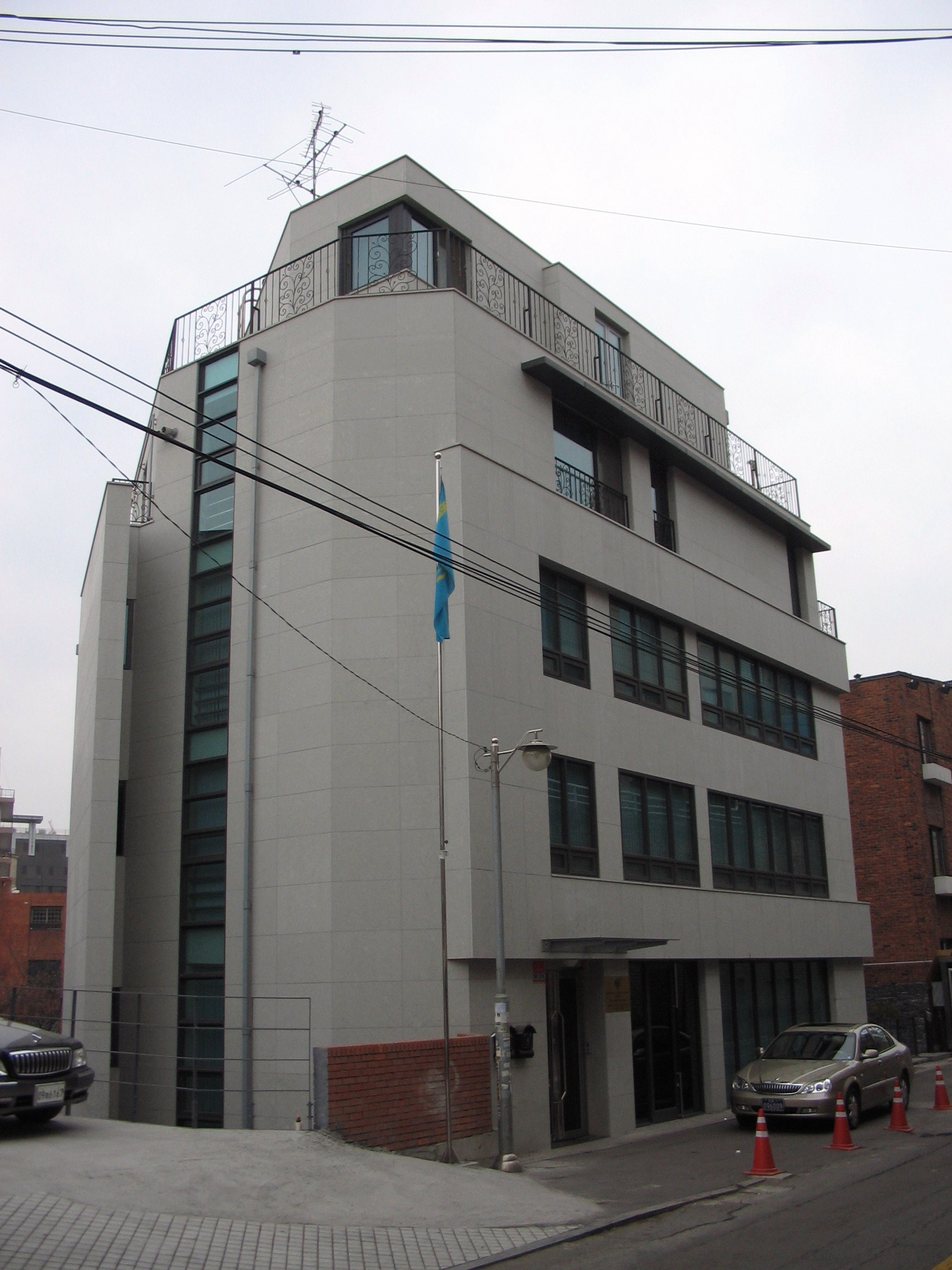
在韓国カザフスタン大使館

- アフガニスタン
  - カーブル (大使館)
- アゼルバイジャン
  - バクー (大使館)
- 中国
  - 北京 (大使館)
  - 香港 (総領事館)
  - 上海 (総領事館)
  - ウルムチ (領事館)
- インド
  - ニューデリー (大使館)
- インドネシア
  - ジャカルタ (大使館)
- イラン
  - テヘラン (大使館)
  - ゴルガーン (領事館)
  - サーリー (領事館)
- イスラエル
  - テルアビブ (大使館)
- 日本
  - 東京 (大使館[6])
- ヨルダン
  - アンマン (大使館)
- 韓国
  - ソウル (大使館)
- キルギス
  - ビシュケク (大使館)
  - オシ (領事館)
- レバノン
  - ベイルート (大使館)
- マレーシア
  - クアラルンプール (大使館)
- モンゴル
  - ウランバートル (大使館)
- オマーン
  - マスカット (大使館)
- パキスタン
  - イスラマバード (大使館)
- カタール
  - ドーハ (大使館)
- サウジアラビア
  - リヤド (大使館)
  - ジッダ (領事館)
- シンガポール
  - シンガポール (大使館)
- タイ
  - バンコク (大使館)
- タジキスタン
  - ドゥシャンベ (大使館)
- トルコ
  - アンカラ (大使館)
  - イスタンブール (領事館)
- トルクメニスタン
  - アシガバート (大使館)
- アラブ首長国連邦
  - アブダビ (大使館)
  - ドバイ (領事館)
- ウズベキスタン
  - タシュケント (大使館)

## 多国間組織
- ジュネーブ (国際連合・その他の国際機関の代表団)
- ニューヨーク (国際連合代表団)
- パリ (UNESCO代表団)